# VV DOS in het seizoen 1966/67
Het seizoen 1966/1967 was het 13e jaar in het bestaan van de Utrechtse betaaldvoetbalclub DOS. De club kwam uit in de Eredivisie en eindigde daarin op de 15e plaats. Tevens deed de club mee aan het toernooi om de KNVB Beker, hierin werd in de eerste ronde verloren van DWS (2–3).

## Wedstrijdstatistieken

### Eredivisie
|       | ADO   | Ajax  | DWS   | Elinkwijk | Feijenoord | Fortuna '54 | Go Ahead | GVAV  | MVV   | NAC   | PSV   | Sittardia | Sparta | Telstar | FC Twente '65 | Willem II | Xerxes |
| ----- | ----- | ----- | ----- | --------- | ---------- | ----------- | -------- | ----- | ----- | ----- | ----- | --------- | ------ | ------- | ------------- | --------- | ------ |
| Thuis | 2 – 1 | 0 – 4 | 2 – 2 | 3 – 0     | 0 – 5      | 1 – 0       | 3 – 0    | 1 – 1 | 0 – 2 | 0 – 1 | 2 – 3 | 1 – 1     | 1 – 3  | 3 – 1   | 2 – 1         | 4 – 0     | 1 – 2  |
| Uit   | 6 – 1 | 3 – 1 | 3 – 1 | 0 – 2     | 4 – 2      | 0 – 3       | 5 – 0    | 4 – 1 | 3 – 0 | 4 – 1 | 2 – 3 | 3 – 0     | 2 – 0  | 2 – 2   | 7 – 4         | 2 – 2     | 6 – 1  |

### KNVB Beker
| 1e ronde                                 | DOS                                 | 2 – 3 (1 – 1) | DWS                                      |
| 2 april 1967 Plaats: Utrecht Galgenwaard | Johan Plageman 4' Nico Hardeman 77' |               | 42' Frans Geurtsen 50', 82' Piet Kruiver |

### Jaarbeursstedenbeker
| 1e ronde                                            | DOS                                                    | 2 – 1 (1 – 1)    | FC Basel                               |
| 13 september 1966 Plaats: Utrecht Galgenwaard       | Hanspeter Stocker 18' (e.d.) Henk Wery 65'             | Wedstrijdverslag | 15' Karl Odermatt                      |
| 1e ronde                                            | FC Basel                                               | 2 – 2 (0 – 0)    | DOS                                    |
| 21 september 1966 Plaats: Bazel St. Jakob Stadion   | Roberto Frigerio 59', 62'                              | Wedstrijdverslag | 69' Henk Wery 78' Tonny van der Linden |
| 2e ronde                                            | DOS                                                    | 1 – 1 (0 – 1)    | West Bromwich Albion FC                |
| 2 november 1966 Plaats: Utrecht Galgenwaard         | Tonny van der Linden 83'                               |                  | 22' Bobby Hope                         |
| 2e ronde                                            | West Bromwich Albion FC                                | 5 – 2 (1 – 0)    | DOS                                    |
| 9 november 1966 Plaats: West Bromwich The Hawthorns | Tony Brown 12', 63', 88' Clive Clark 51' John Kaye 67' | Wedstrijdverslag | 52' Leo de Vroet 72' Arie de Kuyper    |

## Statistieken DOS 1966/1967

### Eindstand DOS in de Nederlandse Eredivisie 1966 / 1967
| Stand | Gespeeld | Gewonnen | Gelijk | Verloren | Punten | Doelpunten voor | Doelpunten tegen |
| ----- | -------- | -------- | ------ | -------- | ------ | --------------- | ---------------- |
| 15e   | 34       | 10       | 5      | 19       | 25     | 50              | 83               |

### Topscorers
| #                 | Naam                 | Goal |
| ----------------- | -------------------- | ---- |
| 1.                | Henk Wery            | 12   |
| 2.                | Eddy Achterberg      | 9    |
| 3.                | Arie de Kuyper       | 5    |
| 3.                | Tonny van der Linden | 5    |
| 5.                | Nico Hardeman        | 4    |
| 5.                | Johan Plageman       | 4    |
| 5.                | Leo de Vroet         | 4    |
| 8.                | Rini Block           | 2    |
| 9.                | Ben Aarts            | 1    |
| 9.                | Joop van den Bogert  | 1    |
| 9.                | Jan van Renswouw     | 1    |
| 9.                | Ed van Stijn         | 1    |
| Onbekend doelpunt |                      |      |
| –                 | Onbekend             | 1    |
| Totaal            | Totaal               | 50   |

| #      | Naam           | Goal |
| ------ | -------------- | ---- |
| 1.     | Nico Hardeman  | 1    |
| 1.     | Johan Plageman | 1    |
| Totaal | Totaal         | 2    |

| #              | Naam                         | Goal |
| -------------- | ---------------------------- | ---- |
| 1.             | Tonny van der Linden         | 2    |
| 1.             | Henk Wery                    | 2    |
| 3.             | Arie de Kuyper               | 1    |
| 3.             | Leo de Vroet                 | 1    |
| Eigen doelpunt |                              |      |
| –              | Hanspeter Stocker (FC Basel) | 1    |
| Totaal         | Totaal                       | 7    |

## Voetnoten
ADO ·
Ajax ·
DOS ·
DWS ·
Elinkwijk ·
Feijenoord ·
Fortuna '54 ·
Go Ahead ·
GVAV ·
MVV ·
NAC ·
PSV ·
Sittardia ·
Sparta ·
Telstar ·
FC Twente '65 ·
Willem II ·
Xerxes